# Grizime
Grizimë en albanais et Grizime en serbe latin (en serbe cyrillique : Гризиме) est une localité du Kosovo située dans la commune/municipalité de Kamenicë/Kosovska Kamenica, district de Gjilan/Gnjilane (Kosovo) ou district de Kosovo-Pomoravlje (Serbie). Selon le recensement kosovar de 2011, elle compte 461 habitants.

## Démographie

### Évolution historique de la population dans la localité
| 1948 | 1953 | 1961 | 1971 | 1981 | 1991 | 2011 |
| ---- | ---- | ---- | ---- | ---- | ---- | ---- |
| 339  | 358  | 401  | 350  | 303  | 204  | 461  |

|  |

### Répartition de la population par nationalités (2011)
En 2011, les Albanais représentaient 97,61 % de la population.